# Capilloventer
Capilloventer är ett släkte av ringmaskar. Capilloventer ingår i familjen Capilloventridae.
Capilloventer är enda släktet i familjen Capilloventridae.
Kladogram enligt Catalogue of Life:
| Capilloventer | \| \| Capilloventer antarcticus \| \| \| \| \| \| Capilloventer atlanticus \| \| \| \| |
|               | \| \| Capilloventer antarcticus \| \| \| \| \| \| Capilloventer atlanticus \| \| \| \| |
|               | Capilloventer antarcticus                                                              |
|               |                                                                                        |
|               | Capilloventer atlanticus                                                               |
|               |                                                                                        |